# Якиманка (станция метро)
«Якиманка» — непостроенная станция  Московского метрополитена на Калужско-Рижской линии, которая должна была располагаться на участке «Октябрьская» — «Площадь Ногина» (ныне «Китай-город») на Калужском радиусе будущей Калужско-Рижской линии.
В 2005 году от строительства станции отказались, так как предназначенную для этого шахту ликвидировали — на её месте возведён жилой комплекс «Евгений Онегин». Метрогипротранс сообщил, что задела станции на данный момент не существует.